# マーショーン・リンチ
マーショーン・テレル・リンチ（Marshawn Terrell Lynch、1986年4月22日 - ）はカリフォルニア州オークランド出身のアメリカンフットボール選手。ポジションはランニングバック。

## 経歴

### プロ入りまで
地元オークランドの高校3年次に彼はわずか8試合の出場で1,722ヤードを走り23タッチダウンをあげポストシーズンの2試合でも合計375ヤード、10タッチダウンをあげた。彼はディフェンスでも起用され3年次にディフェンスバックとして20インターセプトを記録すると共に1試合だけ務めたディフェンスエンドでは相手オフェンスに3回ファンブルを強いた。クォーターバックやワイドレシーバーとしてもプレーした。
カリフォルニア大学バークレー校に進学した彼は1年次にはJ・J・アリントンの控えだったが71回のキャリーで628ヤードを獲得、8タッチダウンをあげた。アリントンが卒業した翌年からは先発RBとなり、2試合に手の指の怪我で欠場したものの196回のキャリーで1,246ヤードを獲得し10タッチダウンをあげた。2005年のラスベガスボウルでは24回のキャリーで194ヤードを走り3タッチダウンをあげる活躍を見せてMVPに選ばれている。彼は優れたランニング能力に加えてボールの保持もしっかりしておりファンブルはわずか1回であった。
2006年のシーズン開幕前彼はマックスウェル賞の候補として注目され、スポーツイラストレイテッドにはカレッジフットボールで8番目に優秀なRBと評価された。この年大学は彼がハイズマン賞を受賞できるよう特設HPを開き支援した。彼はパシフィック・テン・カンファレンスのファーストチームには選ばれたがハイズマン賞やマックスウェル賞は逃した。大学最後の試合となった2006年12月28日のテキサス農工大学とのホリデーボウルでは111ヤードを走り2タッチダウンをあげてQBのネイト・ロングショアと共にMVPに選ばれた。
3年間の在籍で彼は大学歴代2位となる3230ヤードを走ると共に大学記録となる17回の100ヤード以上のランを見せて翌年1月2日にドラフトにアーリーエントリーすることを発表した。

### バッファロー・ビルズ
2007年のNFLドラフトでバッファロー・ビルズに1巡12位で指名され6年間でおよそ1,900万ドルの契約を結び入団した。1年目のデンバー・ブロンコスとの開幕戦から先発出場を果たし19回のキャリーで90ヤードを獲得、プロ初のタッチダウンをあげたが試合は14-15で敗れた。11月4日のシンシナティ・ベンガルズ戦で彼は29回のキャリーで153ヤードを獲得、56ヤードのタッチダウンランも見せた。彼はタイトエンドのロバート・ロイヤルへのタッチダウンパスも見せた。QB以外の選手がタッチダウンパスを成功させたのはビルズでは1981年以来のことであった。翌週のマイアミ・ドルフィンズ戦で足首を痛めて3試合に欠場したものの12月9日のドルフィンズ戦で復帰し107ヤードを走った。この試合では同僚のフレッド・ジャクソンも115ヤードを走った。ビルズの選手2人が同じ試合で100ヤード以上を走ったのは1996年以来のことであった。12月23日のニューヨーク・ジャイアンツ戦でシーズン1000ヤードラッシャーとなり、チームの新人として4人目（1984年のグレッグ・ベル以来）となる活躍を見せた。この年彼は1,115ヤードを走り7タッチダウンをあげると共に18回のレシーブで184ヤードを稼いだ。
2008年11月2日のニューヨーク・ジェッツ戦では自己最低の16ヤード獲得に終わったが、11月17日のクリーブランド・ブラウンズとのマンデーナイトフットボールで119ヤードを走ると共にキャリア初のタッチダウンレシーブを記録した。2週間後の11月30日のサンフランシスコ・フォーティナイナーズ戦では自己最高の134ヤードを走り、ジェッツとの再戦となった12月14日の試合で127ヤードを走り2年連続1000ヤードラッシャーとなった。12月21日のデンバー・ブロンコス戦で肩を痛めて最終節のニューイングランド・ペイトリオッツ戦を欠場したものの1036ヤードを走り8タッチダウンをあげると共に47回のレシーブで300ヤードを稼いだ。この年のプロボウルにテネシー・タイタンズのクリス・ジョンソンの代理として出場を果たした。ビルズのRBがプロボウルに出場するのは2002年のトラビス・ヘンリー以来のことであった。

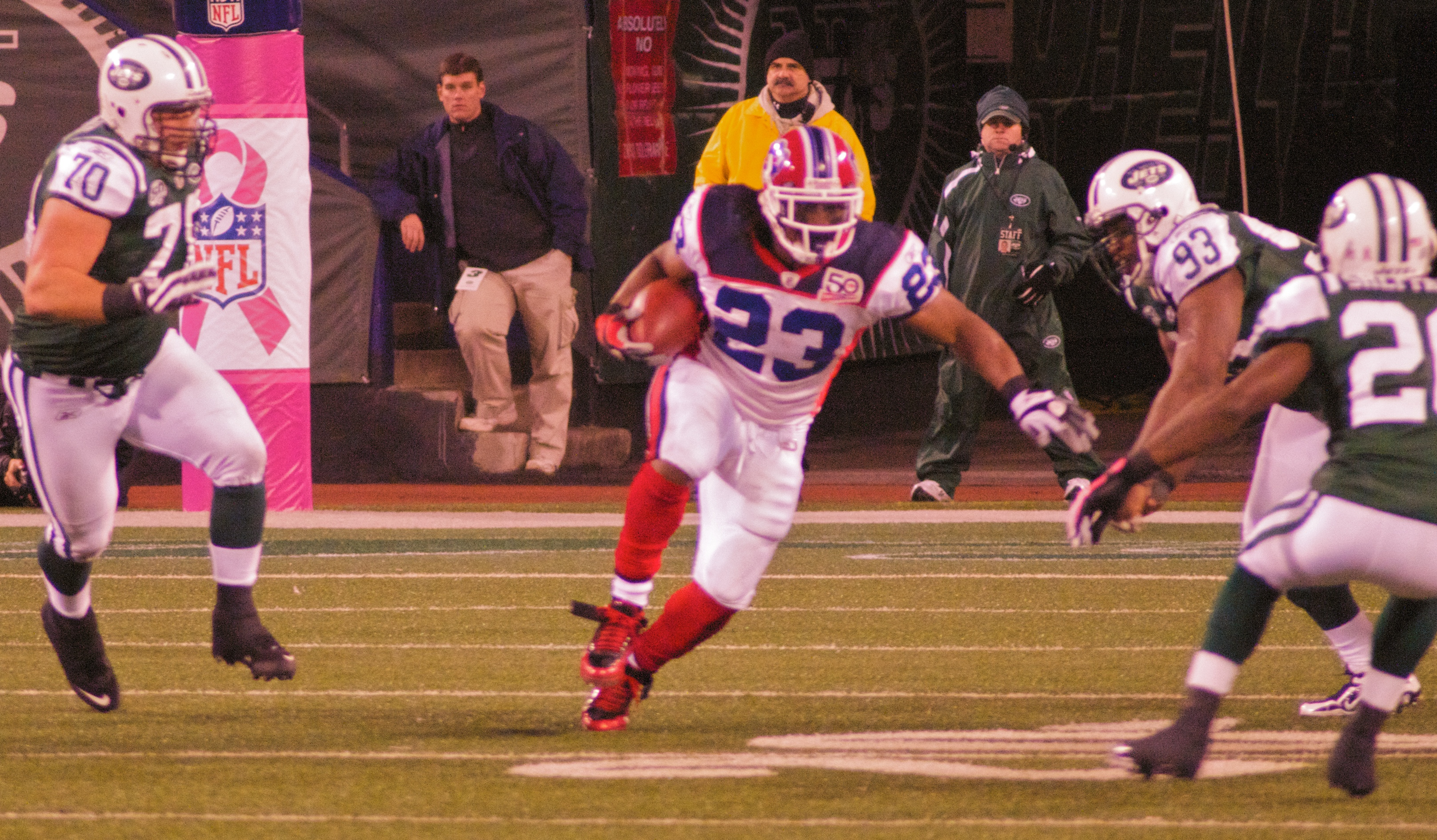
2009年10月のニューヨーク・ジェッツ戦でボールを持って走るリンチ

2009年2月に銃の不法所持によって逮捕され、その後35000ドルの保釈金を払って保釈された。その後彼は3年間の保護観察と80時間の奉仕活動を言い渡された。この件に関して彼はNFLコミッショナーのロジャー・グッデルと面談し、4月9日、NFLは彼に3試合の出場停止処分をすることを明らかにした。5月14日彼はこの決定に異議申し立てを行い出場停止試合数を減らすなどの処分の軽減を訴えたが処分は軽減されることなく開幕から3試合出場停止となった。出場停止から明けた後、先発RBに返り咲いたがシーズン中にフレッド・ジャクソンに先発の座を奪われ450ヤードの獲得に終わった。またドラフト1巡でC・J・スピラーが指名されたことからも不満を持ちトレードを要求した。彼の獲得にシアトル・シーホークスが興味を持っていることが報じられたがトレードは実現することなく2010年シーズンを迎えた。

### シアトル・シーホークス
その後、2010年10月にランオフェンスが不振のシアトル・シーホークスに複数のドラフト指名権と引き換えでトレードされて、カリフォルニア大学時代のチームメートであるジャスティン・フォーセットとチームメートとなった。この年チームは7勝9敗ながらNFC西地区優勝を果たし、レギュラーシーズン負け越しチームとしては初のプレーオフ出場を果たした。ニューオーリンズ・セインツとのワイルドカードプレーオフで彼は第4Q終盤、8人のタックラーをかわして67ヤードを走るタッチダウンを決めて勝利を決定づけた。
2011年シーズンの第16週、サンフランシスコ・フォーティナイナーズ戦では、21回のランで107ヤードを走り、そこまで36試合連続で100ヤードラッシャーを出していなかった相手ディフェンスの記録を止めるとともに、シーズン開幕から14試合連続でラン・タッチダウンを許していなかった相手からタッチダウンをあげた。このシーズンは1204ヤードを走り12タッチダウンを記録。2012年3月、4年間3100万ドルの契約延長を果たした。
2012年シーズン、1,590ヤードを走り11TDをあげた。
2013年シーズン、チームは第48回スーパーボウルに進出した。スーパーボウル直前の2014年1月28日、製菓メーカーのスキットルズとスポンサー契約を結び、スーパーボウルでリンチがタッチダウンをあげるたびに1万ドルをリンチが主催する慈善団体に寄付されることとなった。スーパーボウルウィーク初日の取材で6分ほどしかしゃべらなかった彼は、全米のメディアから失望したと批判されたが、記者と話すのが苦手でレギュラーシーズン中は一切インタビューに応じなかったことを知っているシアトルのメディアは、「リンチが取材に応じて6分もしゃべった」と受け止めた。
2015年シーズン、リンチは怪我に苦しみ、7試合の出場、ラン111回417ヤード、3タッチダウンの成績にとどまった。リンチは2015年シーズンでの引退を発表した。

### オークランド・レイダース
引退後の1年間は解説者や文化人としての活動を行っていたが、2017年4月26日、オークランド・レイダースがシーホークスとのトレードでリンチを2年契約で獲得したと発表した。現役復帰の理由として、自らの出身地であるオークランドでプレーできることを挙げた。
2017年は207回のキャリーで891ヤード（平均4.3ヤード）、タッチダウン7回を記録するなど、1年のブランクを感じさせない活躍であった。
しかし2018年は怪我の影響もあり6試合のみの出場となり、レイダースは来季の契約を見送った。
そのままリンチは2回目の現役引退となった。

### シーホークス復帰
2019年シーズンも残り1週となった12月23日、ランニングバックが相次ぎ負傷し人員不足に陥っていたシアトル・シーホークスと契約を結び再び現役に復帰した。2015年シーズン以来4年ぶりのシーホークス復帰となった。

### テレビドラマ
2020年3月から放送された『ウエストワールド』のシーズン3に出演した。また、2022年に配信された『マーダーヴィル ～謎解きはアドリブで～』に出演した。

## 人物
彼の親戚には何人かのNFL選手がおり、従兄弟にはサンフランシスコ・フォーティナイナーズでプレーしたロバート・ジョーダン、元オークランド・レイダースのQBジャマーカス・ラッセル、元タンパベイ・バッカニアーズのQBジョシュ・ジョンソンがいる。またNFLで11年プレーしたロレンゾ・リンチはおじにあたる。
ロサンゼルス・メモリアル・コロシアムで行われたルーキーフォトシュートの際の写真で歯の縁を金色に塗り笑顔を見せたり、カメラマンの前でバク転をするなどをした。
NHLシアトル・クラーケンの少数株主になっている。